# Thallomys loringi
Thallomys loringi là một loài động vật có vú trong họ Chuột, bộ Gặm nhấm. Loài này được Heller mô tả năm 1909.